# Leon Chrapko
Leon Józef Chrapko (ur. 20 lutego 1937 w Zagórzu, zm. 16 grudnia 2021) – polski artysta malarz, poeta, i prozaik.

## Życiorys
Leon Chrapko urodził się 20 lutego 1937 roku w Zagórzu koło Sanoka. Był synem Dymitra i Zofii. Ojciec jego był z pochodzenia Rusinem, matka Polką. Po ukończeniu szkoły podstawowej wyjechał do Gdańska aby rozpocząć naukę w szkole budownictwa okrętowego. Po jej ukończeniu starał się o przyjęcie do „Conradinium” gdańskiego. Z racji tego, że miał rodzinę za granicą (wuj w USA), ówczesne władze uniemożliwiły mu kontynuowanie nauki. Pozostał jednak nadal na Wybrzeżu i przebywał w Sopocie, gdzie na skromne życie zarabiał wykonywaniem rysunków sprzedawanych turystom. Tam został zauważony przez Jarosława Trzebiatowskiego, profesora malarstwa z Wilna. W jego pracowni studiował przez cztery lata tajniki malarstwa. Wrócił potem na południe Polski, podejmując pracę na PKP w lokomotywowni Rozwadów. Początkowo pracował jako pomocnik maszynisty, następnie jako maszynista. W tym czasie wielki wpływ na młodego Leona wywierał Konstanty Grygorowicz, który uczył go nie tylko rzemiosła parowozowego, ale przede wszystkim szacunku do pracy i drugiego człowieka. Leon Chrapko poświęcił mu wiersz zamieszczony w tomiku poezji „Zofia i Dymitr”  („Teraz należysz do mnie i do niej”). Następnie pracował w administracji państwowej, pozostając we wdzięcznej pamięci mieszkańców Tyrawy Wołoskiej. W latach 1978–86, w Sanoku, gdzie w tym czasie mieszkał, prowadził jedną z pierwszych w PRL-u prywatną „Galerię sztuki” (od 1978 do 1986 w kamienicy przy ówczesnym Placu Rewolucji Październikowej 11; później Rynek). Następnie wraz z żoną Grażyną był gospodarzem domu wycieczkowego PTTK w Dukli. W roku 1988 pokonał chorobę nowotworową krtani i rozpoczął pracę jako nauczyciel plastyki w Szkole Podstawowej w Orelcu. Był twórcą autorskiego programu „wychowanie przez sztukę - wychowanie przez plastykę". Od 1992 wraz z żoną Grażyną Kaznowską–Chrapko prowadził gospodarstwo agroturystyczne (pensjonat) „Dom Twórczy LeGraż” w Bóbrce (nazwa od imion Leon i Grażyna). Uczył swoich gości malarstwa. Wraz z żoną skupiał wokół siebie ludzi, których wprowadzili w atmosferę Bieszczadów. Cieszył się szczególną estymą w środowisku twórców związanych z Bieszczadami.
Za początek artystycznej kariery Leona Chrapko uważa się rok 1964, kiedy to w maju, w Sanockim Domu Kultury zorganizowano pierwszą indywidualną wystawę malarstwa, na której pokazano 30 płócien. Na przestrzeni lat 1964-2005 swoje prace malarskie i graficzne prezentował na 23 wystawach indywidualnych i 21 wystawach zbiorowych. Był artystą oryginalnym, jego twórczości nie daje się łatwo zaszufladkować. Wypowiadał się tak przez formę, jak i przez kolor. Wśród jego prac znaleźć można scenki rodzajowe, tęskne pejzaże i portrety. Niektóre tematy artysta widział surrealistycznie. Uprawiał zarówno malarstwo sztalugowe jak i techniki graficzne. Jego prace są wysoko cenione przez kolekcjonerów.
Za pierwszą publikację wiersza uznać należy zamieszczenie w 1974 na łamach „Chłopskiej Drogi” utwory „Czerwone kwiaty” jako wiersza tygodnia. Wydał 6 tomików wierszy: „Ta nasza ziemia”, „Białe notatki”, „W poszukiwaniu Arkadii”, „Maluję inne łąki, lasy, światło”, „Zofia i Dymitr”, „Przenikanie”. W 1988 ukazały się eseje „Zapiski suchorzeckie”, w 2006 powieść „Tętno”, a w 2008 kolejną „Konik drewniany”.
Dwukrotnie, w roku 1991 i 1994, został nagrodzony przez wojewodę krośnieńskiego za całokształt twórczości. Od marszałka województwa podkarpackiego otrzymał w 2004 nagrodę za twórczość literacką. Dwukrotnie otrzymał też, od Związku Literatów Polskich – Oddział w Rzeszowie, „Złote Pióro”, w 2002 za tomik poezji Zofia i Dymitr, a w 2007 za powieść Tętno. Był członkiem Związku Literatów Polskich oraz Korporacji Literackiej w Sanoku, gdzie zasiadał w Komisji Rewizyjnej. Jego prace zdobią kościół w Bóbrce.
Poeta Jan Szelc napisał w 1997 wiersz pt. Samotność (Leonowi Chrapko), wydany w tomiku poezji pt. Mycykowy Dział w 1998.
| „Nie można oddzielić Chrapko-malarza, od Chrapko-poety. W swoich lirykach jest malarzem, natomiast w obrazach wyczuwa się poetycką duszę”. Mariusz Markiewicz |

Zmarł 16 grudnia 2021.